# 메달

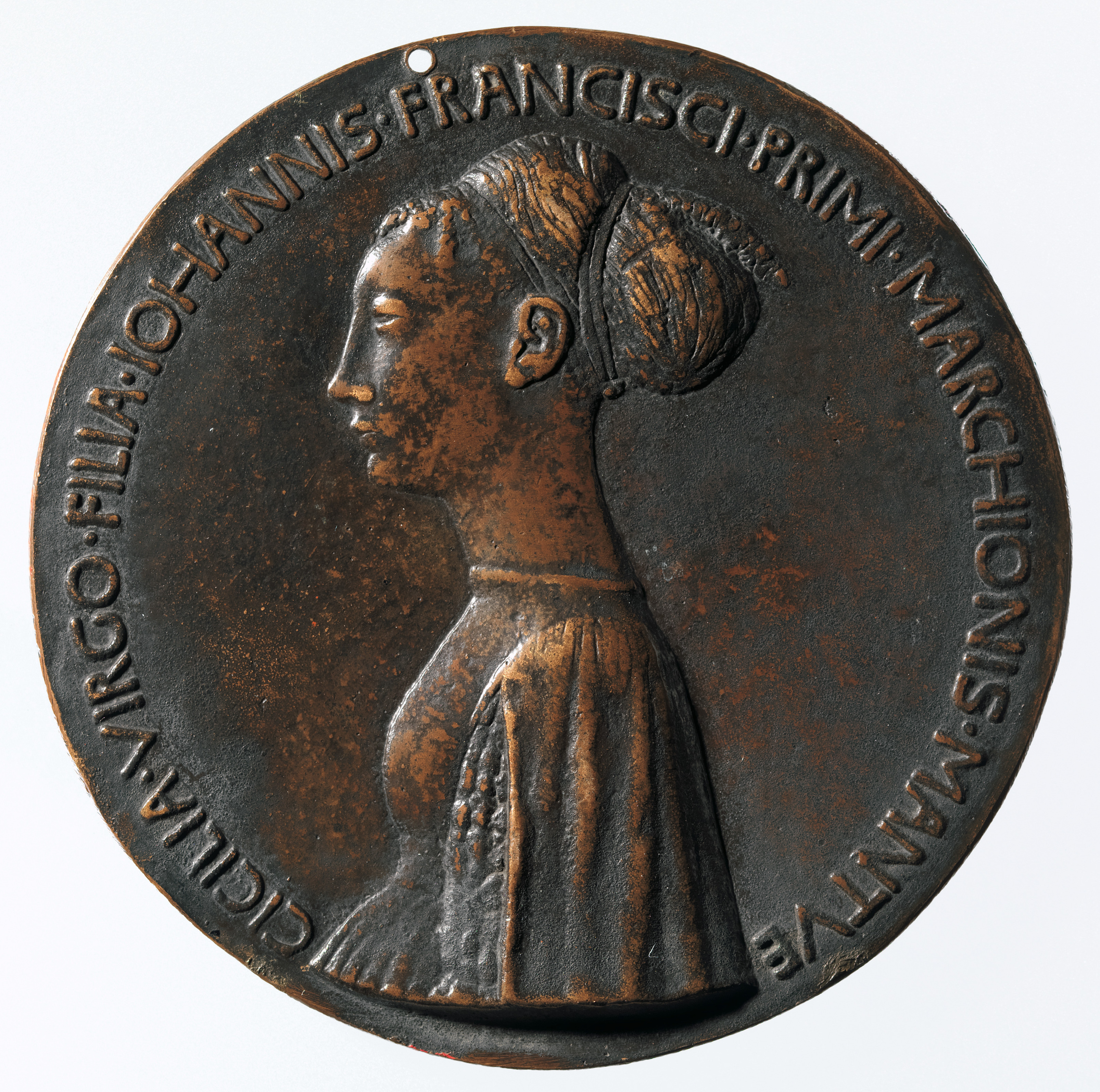
르네상스 유럽에서 흔히 행해지던, 체칠리아 곤차가가의 가족이 정치적 동맹에게 배포한 메달의 앞면. 1448년 피사넬로가 디자인했다.

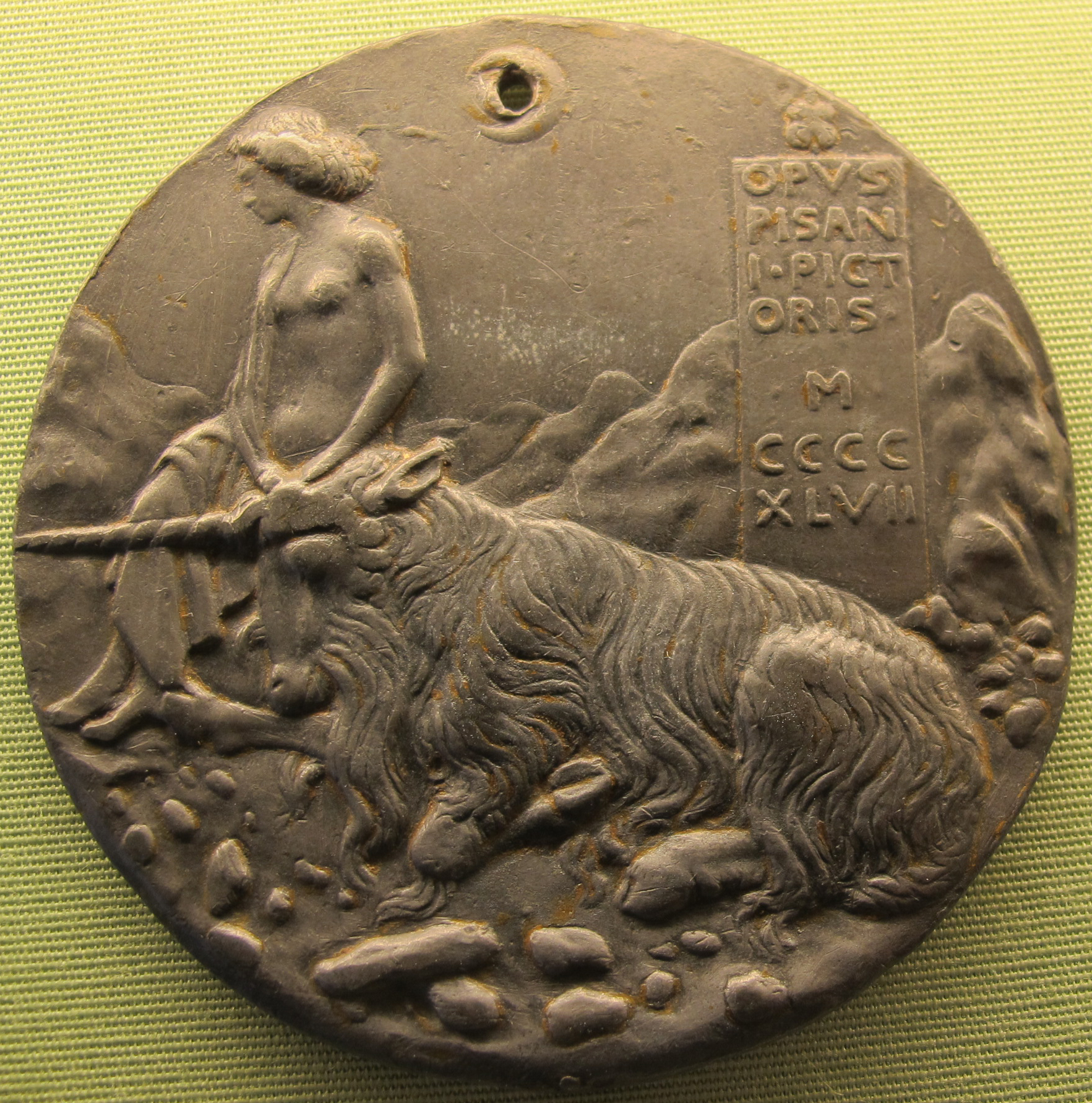
같은 메달의 뒷면, 이 복사본은 나중에 구멍을 추가했다 (디자인의 초승달 안에).

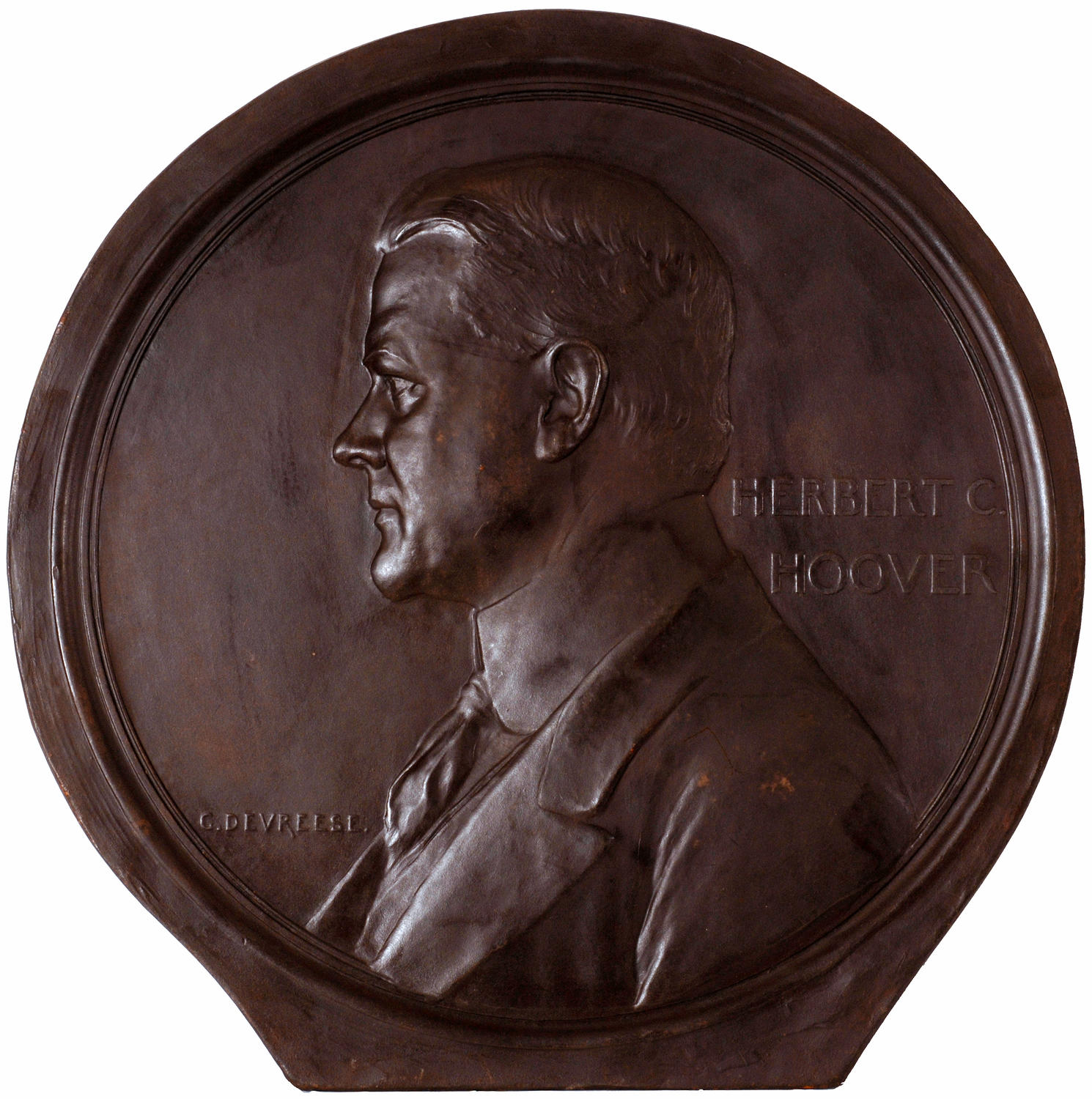
데브레제 고데프로이가 만든 허버트 C. 후버를 묘사한 메달

메달(medal) 또는 메달리온(medallion)은 보통 금속으로 만들어진 얇은 원판으로, 일반적으로 양면에 디자인이 있는 작고 휴대 가능한 예술품이다. 메달은 주로 기념 목적으로 제작되며, 많은 경우 상으로 수여된다. 항상 그런 것은 아니지만, 옷이나 주얼리에 매달아 착용할 수 있도록 제작되기도 한다. 메달은 주화처럼 틀로 찍어내거나 주형에 주조하여 만들 수 있다.
메달은 스포츠, 군사, 과학, 문화, 학술 또는 기타 다양한 업적을 인정하는 형태로 개인이나 조직에 수여될 수 있다. 군사상과 훈장은 특정 유형의 국가 훈장에 대한 더 정확한 용어이다. 메달은 특정 인물이나 사건을 기념하기 위해 판매용으로 제작되거나, 그 자체로 예술적 표현의 작품으로 제작될 수도 있다. 과거에는 개인을 위해, 특히 초상화와 함께 제작된 메달이 수여받는 사람의 행위에 대한 상이라는 의미 없이 외교적 또는 개인적 선물로 자주 사용되었다.
메달이나 메달리온을 만드는 예술가는 "메달리스트"라고 불린다. 메달은 오랫동안 인기 있는 수집품이었으며, 화폐학에서는 엑소누미아 또는 밀리타리아라는 분류에 속한다.
기술적으로 메달리온은 지름 3인치부터 시작하며 메달보다 크고, 메달렛은 1인치 미만으로 작다. 메달리온은 일반적으로 착용하기에 너무 크지만, 구어체에서는 "메달리온"이 종종 목걸이의 펜던트로 사용되는 메달(1960년대와 1970년대의 메달리온 맨 패션 스타일처럼) 또는 다른 유형의 메달을 지칭하는 데 사용된다. 메달리온은 또한 착용하기에는 너무 크고 벽, 테이블, 책상 또는 캐비닛에만 전시될 수 있기 때문에 "테이블 메달"이라고도 불린다.

## 주요 종류

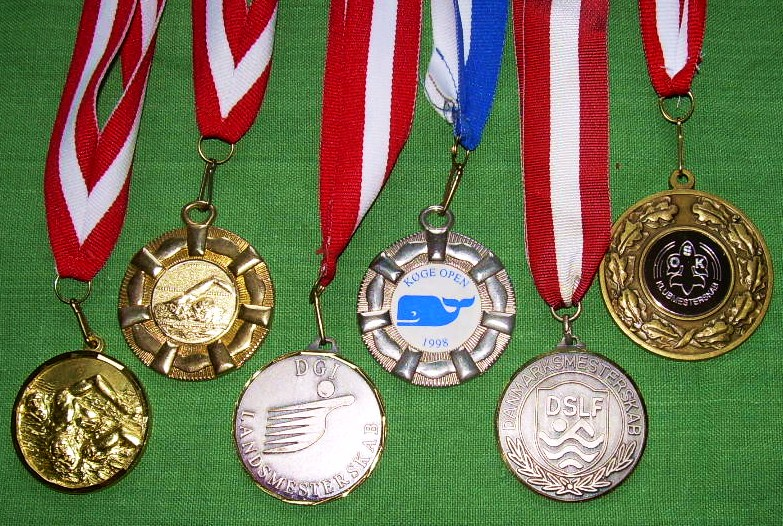
앞면 디자인, 걸이 고리, 그리고 목에 걸도록 디자인된 전형적인 메달의 리본이 있는 다양한 상장 메달들.

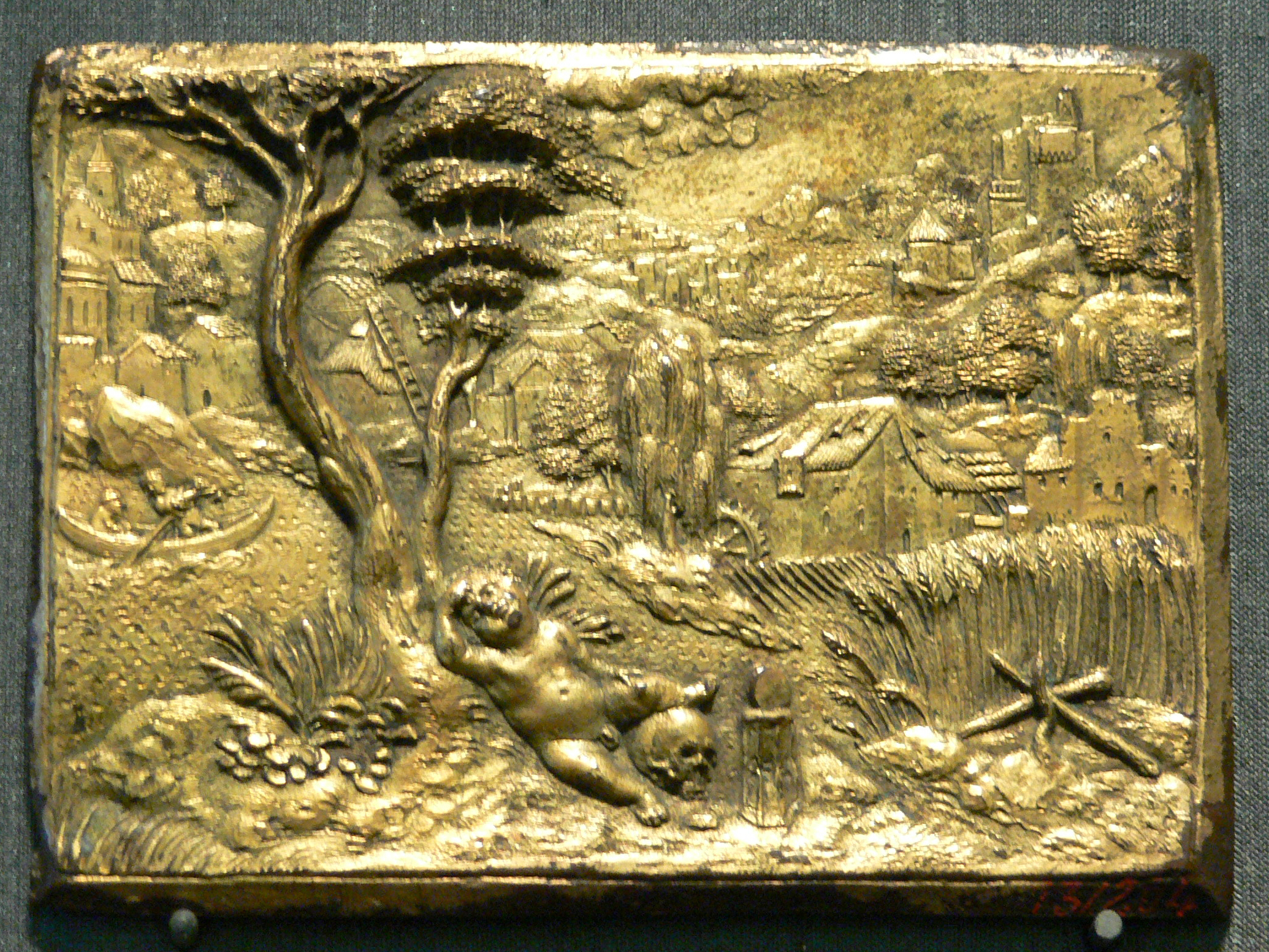
페터 플뢰트너의 플라켓, 바니타스, 1535–1540년, 금도금 청동. 순전히 수집가 시장을 위한 예술품으로 제작되었다.

화폐학자들은 메달을 최소 일곱 가지 종류로 나눈다:
- 상: 스포츠, 군사, 과학, 문화, 학술, 또는 다양한 기타 업적을 인정하는 형태로 개인이나 조직에 수여된다. 군사상과 훈장은 특정 유형의 국가 훈장에 대한 더 정확한 용어이다. 군사 훈장은 종종 십자가나 별과 같은 모양을 띠지만, 별 모양의 미국 명예훈장처럼 여전히 느슨하게 "메달"이라고 불린다.
- 기념품: 특정 개인이나 사건을 기념하기 위해 판매용으로 제작되거나, 그 자체로 메달 예술 작품으로 제작된다.
- 기념품 (Souvenirs): 기념품 (Commemoratives)과 유사하지만, 주 박람회, 박람회, 박물관, 유적지 등 특정 장소나 행사에 더 초점을 맞추며, 해당 기념품 가게에서 자주 판매된다.
- 종교적: 신앙 메달은 종교적 이유로 착용될 수 있다.
- 초상화: 사람의 초상화를 통해 그를 불멸화하기 위해 제작된다. 유럽의 초상화 메달리온에는 때때로 묘사된 사람의 초상화 제작 당시 나이를 설명하기 위해 라틴어 aetatis("그의 나이")가 새겨져 있다.
- 예술적: 순전히 예술 작품으로 제작된다. 플라켓은 종종 이 유형에 속한다.
- 협회 메달: 협회에서 회원 배지나 토큰으로 사용하기 위해 제작된다.

## 어원
1578년 영어에서 처음으로 증명된 '메달(medal)'이라는 단어는 중세 프랑스어 '메다유(médaille)'에서 유래했으며, 이는 다시 이탈리아어 '메달리아(medaglia)'에서, 궁극적으로는 후기 라틴어 '메달리아(medalia)'에서 파생되었는데, 이는 데나리우스의 절반 가치에 해당하는 주화를 의미한다. '메달리온(medallion)'이라는 단어(1658년 영어에서 처음 증명됨)는 같은 궁극적인 어원을 가지지만, 이번에는 '큰 메달'을 의미하는 이탈리아어 '메달리오네(medaglione)'를 거쳐왔다. '메달리아'라는 단어의 어원에 대해서는 두 가지 이론이 있다. 첫 번째는 라틴어 '메달리아' 자체가 '중앙의' 또는 '중간의'를 의미하는 형용사 '메디알리스(medialis)'에서 파생되었다는 것이고, 두 번째는 '메달리아'가 '금속 (주화)'을 의미하는 속라틴어 '메탈레아(metallea) (moneta)'에서 왔고, 이는 다시 라틴어 '메탈룸(metallum)'에서 유래했으며, 이는 '광산'을 의미하는 그리스어 '메탈론(μέταλλον, metallon)'의 라틴화된 형태라는 것이다.

## 특징
전통적으로 메달은 내구성 있는 금속판 또는 주조된 금속 블랭크에 다이로 스탬핑되거나 주조 틀에서 주조된다. 보통 글자가 포함된 이미지는 일반적으로 낮은 부조로 되어 있지만, 주화보다는 높은 경우가 많다. 한정판 메달은 대량 생산되는 주화가 한 번의 충격으로 생산되는 것보다 더 많은 금속 변위를 허용하기 위해 반복적인 충격으로 찍어낼 수 있다. 원형 메달이 가장 흔하며, 사각형 메달은 종종 플라켓으로, 정방형 메달은 클리페로 알려져 있다. "장식" 유형은 종종 십자가나 별과 같은 다른 모양을 사용한다. 특히 이러한 메달은 보통 옷에 부착할 수 있도록 작은 걸이 고리와 상단에 클립이 달린 넓은 색깔 리본이 함께 제공된다.
메달의 주된 또는 앞면은 앞면이라고 불리며, 초상화, 그림 장면 또는 기타 이미지와 함께 글씨가 포함될 수 있다. 메달의 뒷면은 항상 사용되지 않으며 비어 있거나 보조 디자인이 포함될 수 있다. 앞면에만 예술적 표현이 있고 모든 세부 사항과 기타 정보는 뒷면에 새겨져 있는 경우가 드물지 않다. 가장자리는 가끔 모토, 개인 표식, 조각가 기호, 분석가의 표시, 또는 일련 번호와 같은 글씨를 표시하는 데 사용된다.
리본에 매달리도록 의도된 메달에는 리본을 걸 수 있는 작은 걸이 부분이 상단에 달려 있다. 리본은 이 고리를 통해 지나가거나 접혀서 메달이 매달릴 수 있도록 한다. 가슴에 고정되는 메달은 브로치 핀이 부착된 상단 바에 리본의 작은 조각이 연결된다. 상단 바는 리본 아래에 숨겨져 보이지 않게 하거나, 리본이 부착되는 평범한 장치이거나, 심지어 메달의 디자인을 보완하기 위해 장식적일 수도 있다. 일부 상단 바는 정교하며 그 자체로 완전한 디자인을 포함한다.
청동은 가격대가 적당하고, 내구성이 있으며, 주조 시 작업하기 쉽고, 풍부하게 구할 수 있기 때문에 메달 제작에 가장 흔히 사용되는 재료이다. 그러나 다양한 다른 재료도 사용되었다. 단순한 예술적 묘사를 넘어 가치를 더하고자 할 때 은, 백금, 금과 같은 희귀 금속뿐만 아니라 구리, 황동, 철, 알루미늄, 납, 아연, 니켈, 퓨터와 같은 비금속 및 합금도 사용되었다. 저렴한 재료로 만들어진 메달은 금도금, 은도금, 추적 또는 외관을 개선하기 위해 다양한 다른 방식으로 마감될 수 있다. 메달은 또한 암석, 보석, 상아, 유리, 도자기, 테라코타, 석탄, 목재, 종이, 법랑, 칠기 및 플라스틱으로도 만들어졌다. 오늘날, 많은 일반적인 행사에서 낮은 녹는점, 쉬운 주조, 저렴한 가격 때문에 아연 합금을 메달에 사용한다.

## 역사

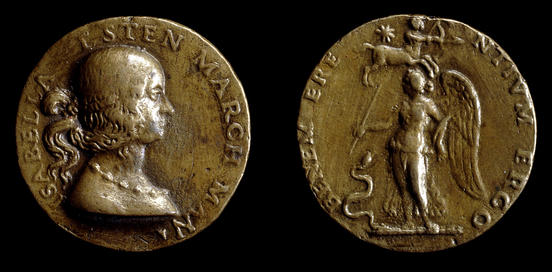
르네상스 인문주의자들의 공주이자 후원자였던 이사벨라 데스테의 청동 메달, 선물로 배포되었다.

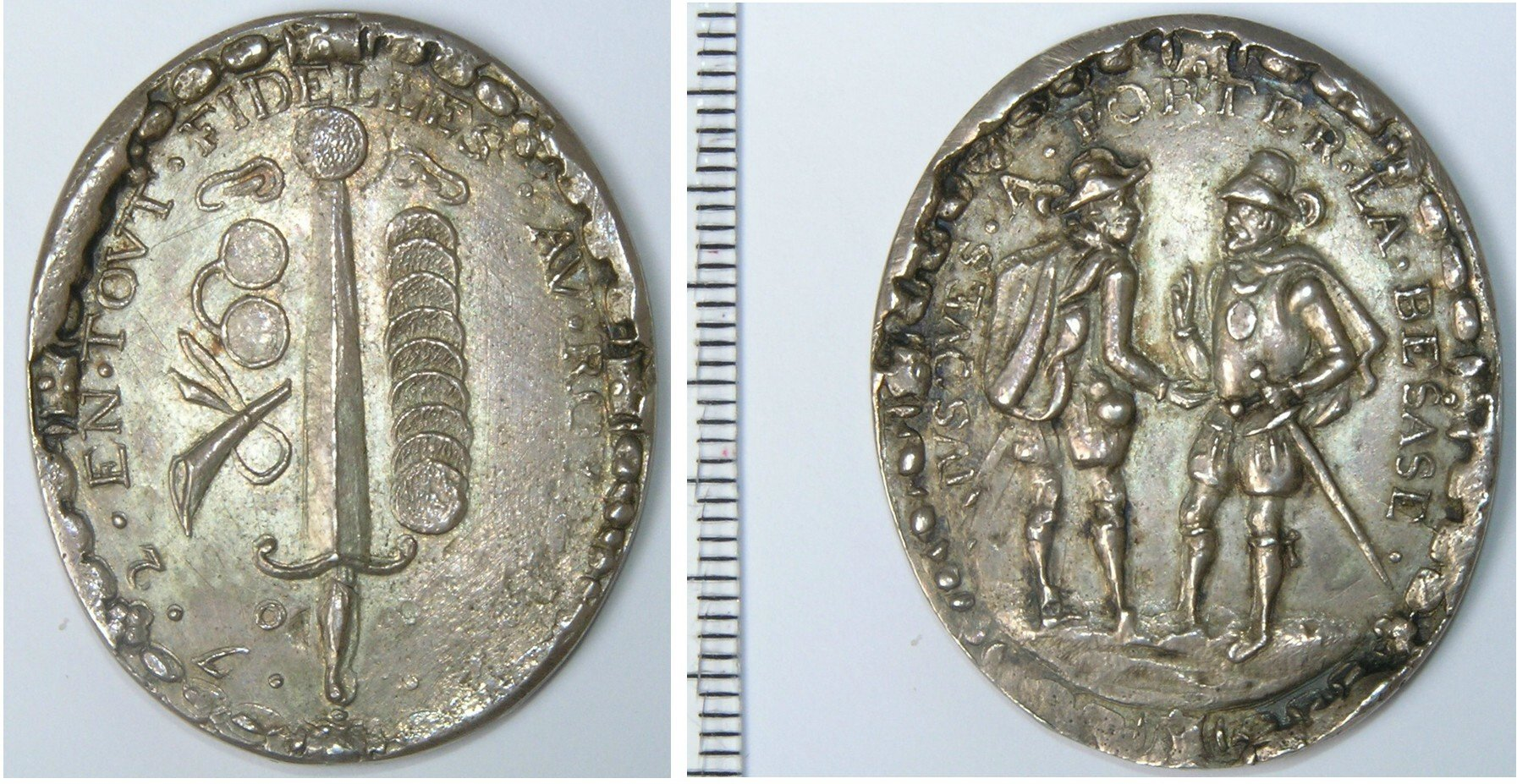
1572년 바다 거지들이 브릴레 점령을 기념하기 위해 상업적으로 생산된 은제 괴젠 메달.

메달 수여의 첫 번째 알려진 사례는 사건 훨씬 후에 글을 쓴 역사가 플라비우스 요세푸스에게서 나온다. 그는 기원전 2세기, 대제사장 요나단이 알렉산더 발라스를 돕기 위해 히브리인을 이끌었고, 그 보답으로 알렉산더가 "...요나단에게... 왕의 친척에게 주는 관습인 황금 단추와 같은 명예로운 상을 보냈다"고 기록했다. 로마 황제들은 군사 메달과 정치적 선물로 주화처럼 다이로 찍어낸 매우 큰 주화 형태의 메달리온(주로 금이나 은으로 제작)을 모두 사용했다. 이러한 메달과 실제 금 주화는 종종 보석류로 세팅되어 남녀 모두 착용했다.
브락테아테는 주로 뒷면이 평평한 얇은 금 메달의 일종으로, 소위 "중세 암흑시대" 또는 게르만족의 대이동 시기부터 북유럽에서 발견된다. 이들은 종종 걸이 고리가 있어서 분명히 사슬에 걸어 보석류로 착용할 의도였다. 로마 제국의 주화와 메달리온을 멀리서 모방했지만, 신의 머리, 동물 또는 다른 디자인을 가지고 있다. 리우드하르트 메달렛은 서기 600년경 앵글로색슨 잉글랜드에서 제작된 고립된 기독교 메달의 예로, 앵글로색슨족 최초의 사제인 리우드하르트 (또는 "성 레타르")의 이름이 새겨진 비문이 특징이며, 아마도 개종자들에게 증정되었을 것이다. 현존하는 예시는 보석류로 착용할 수 있도록 장착되어 있다.
유럽에서는 중세 후기부터 군주, 귀족, 그리고 나중에는 지식인들이 정치적 동맹자들에게 영향력 있는 인물의 지지를 유지하거나 얻기 위한 단순한 선물로 메달을 의뢰하는 것이 일반적이 되었다. 메달은 수여받는 사람의 지위에 따라 금, 금도금 은, 은, 청동, 납 등 다양한 금속으로 만들어졌다. 이들은 일반적으로 지름 약 3인치 정도였고, 보통 앞면에는 기증자의 머리가 이름과 칭호가 새겨진 글자로 둘러싸여 있었고, 뒷면에는 학식 있는 모토가 가장자리에 새겨진 엠블럼이 있었다. 이러한 메달은 일반적으로 착용할 의도는 아니었지만, 사슬에 펜던트로 세팅될 수도 있었다. 16세기부터는 통치자들이 증정을 위해, 그리고 개인 기업이 판매를 위해 군사 전투와 승리를 포함한 특정 사건을 기념하는 메달을 만들었으며, 여기서 전투원들에게 군사 메달을 수여하는 관행이 발전했지만, 처음에는 훨씬 높은 계급의 장교들 몇몇에게만 주어졌다.

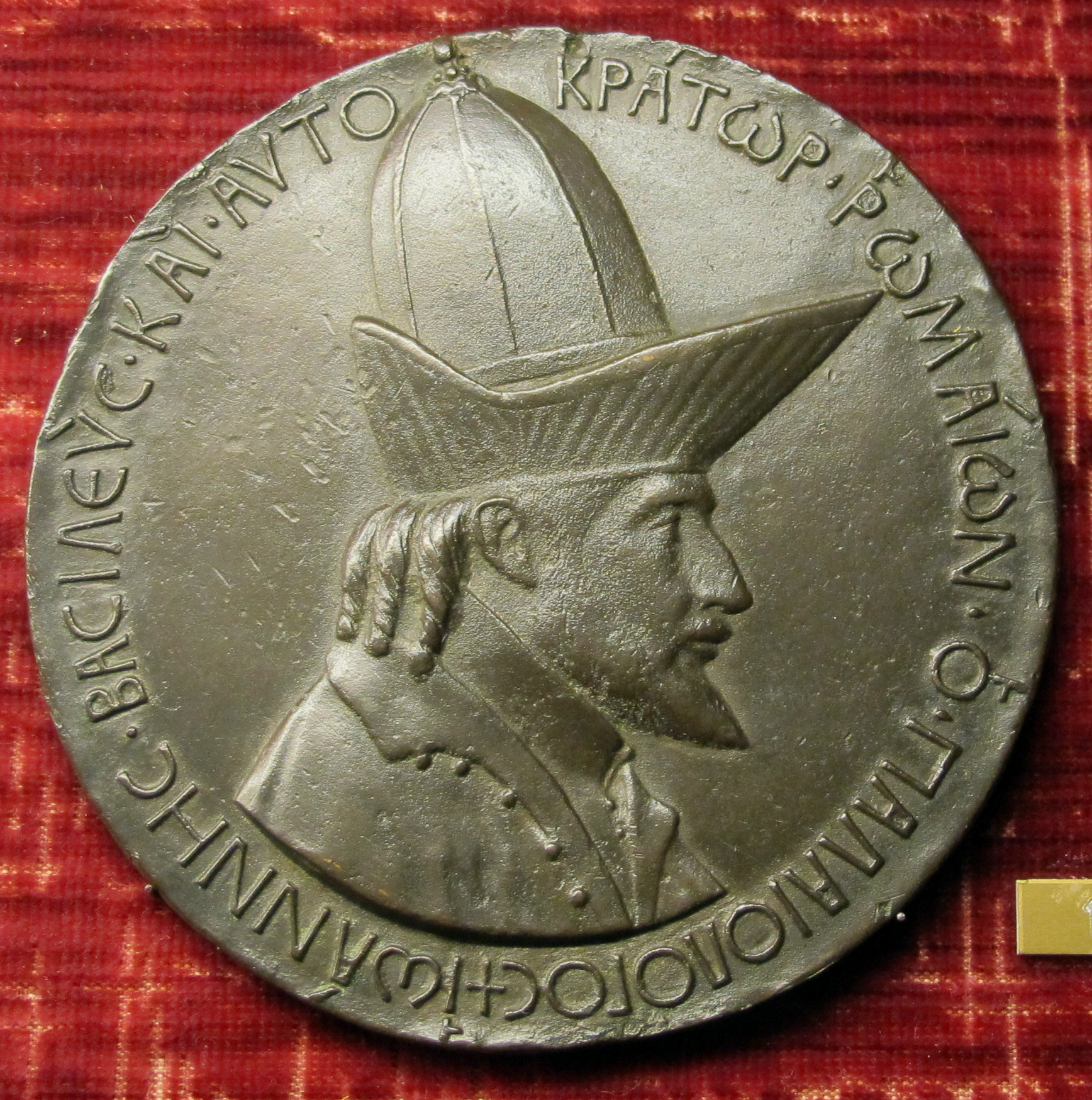
피사넬로가 피렌체 방문 당시 제작한 요안니스 8세 팔레올로고스 황제 메달 (1438년). 그리스어로 "로마인의 바실레우스이자 아우토크라토르 요안니스 팔레올로고스"라고 새겨져 있다.

중세의 부활은 1400년경 사치스러운 프랑스 왕자 장 1세 드 베리 공작과 함께 시작된 것으로 보인다. 그는 여러 개의 큰 고전 양식 메달을 의뢰했는데, 아마도 극히 소량으로 제작되거나 유일한 주조품이었을 것이다. 귀금속으로 만든 원본은 청동 주조품만 남아 있지만, 적어도 일부 메달은 보석으로 장식되었으며, 이들은 분명히 사슬에 걸어 착용되었을 것이다. 같은 시기, 승리를 기념하는 최초의 알려진 비고전 메달은 1390년 파도바 점령을 기념하여 프란체스코 노벨로 다 카라라를 위해 주조되었다. 르네상스 최고의 메달리스트로 일반적으로 인정받는 이탈리아 예술가 피사넬로는 1438년에 메달로 시작했는데, 이는 비잔틴 황제 요안니스 8세의 이탈리아 전례 없는 방문을 기념하는 것이었다. 이것은 아마도 상업적인 사업이었겠지만, 그의 이후 메달은 대부분 통치자나 귀족들이 선물로 배포하기 위해 의뢰한 것이었다. 거의 모든 초기 르네상스 메달과 마찬가지로, 이것은 다이로 찍어낸 것이 아니라 주조된 것이었다. successive 주조마다 메달은 약간씩 작아졌고, 생산할 수 있는 수량은 아마 많지 않았을 것이다. 납 "프루프"가 종종 사용되었을 것이다. 메달과 고전 부흥 간의 연관성은 다소 다른 형태로 나타나기 시작했으며, 메달 교환은 르네상스 인문주의와 관련되었다. 군주들은 인문주의 작가와 학자들에게 그들의 업적을 인정하여 메달을 보냈고, 인문주의자들은 자신들의 메달을 (보통 청동으로) 만들어 후원자와 동료들에게 보내기 시작했다. 이 유행은 15세기 말까지 이탈리아에만 국한되었다가 다른 나라로 퍼져나갔다. 16세기에 이르러 메달은 점점 더 통치자나 도시에서 선전 목적으로 생산되었다. 1550년, 강철 다이를 사용하는 다이 스탬핑 기계가 아우크스부르크, 독일에서 도입되었고, 곧 이 과정이 표준이 되었다. 예술가는 이제 부조로 모델링하는 대신 음각 다이를 조각했다.
16세기에 이르러, 남녀 모두에게 작은 메달을 사슬에 달고 다니는 것이 지속적인 유행이 되었고, 이를 위해 인물이나 사건을 기념하거나 단순히 비특정적인 적절한 감정을 담은 다양한 메달이 상업적으로 생산되었다. 독일 예술가들은 세기 초부터 고품질 메달을 생산해 왔지만, 프랑스와 영국은 정교한 작품을 생산하는 데 더뎠다. 그러나 17세기 후반에 이르러 서유럽 대부분의 지역에서 정교한 작품을 생산할 수 있게 되었다. 일부 메달은 수집되기도 했는데, 이는 오늘날까지 이어지고 있다. 공식 메달(전문 군사 훈장의 원형)은 점차 많이 생산되었지만, 군사 메달의 진정한 성장은 19세기가 되어서야 이루어졌다.
동양에서는 18세기부터 오스만 제국에서 다양한 메달과 훈장을 수여해 왔다.
신앙 메달은 가톨릭 국가에서 매우 인기를 얻었다. 특히 유명한 것은 기적의 메달인데, 그 디자인은 파리에서 성 카타리나 라부레에게 나타난 성모 마리아의 발현을 바탕으로 만들어졌다. 1832년, 전염병이 돌던 시기에 첫 메달들이 배포되었고, 수많은 치유와 회심이 이 메달 덕분이라고 여겨져 기적의 메달이라는 이름으로 전 세계 수백만 명에게 배포되었다.
종교 개혁 기간 동안에는 신앙적이기보다는 논쟁적인 개신교 메달의 활발한 전통도 있었으며, 이는 네덜란드 반란에서 생산된 괴젠 메달로 이어졌다.

## 군사 메달 및 훈장
군사 훈장, 근무상, 그리고 메달은 종종 서로 혼동되곤 한다. 훈장은 특정 영웅적 행위나 업적을 요하는 상(영국 빅토리아 십자장 또는 미국 은성훈장 등)을 의미하는 반면, 근무상이나 전역 메달은 특정 지리적 지역과 기간 동안 특정 임무를 수행한 것에 대해 수여된다(예: 이라크 전역 메달). 어떤 경우든 상이나 훈장은 메달 형태로 수여될 수 있다.
로마 공화국은 병사와 부대에 다양한 업적에 대해 수여될 팔레라라고 불리는 메달을 포함하는 정교한 군사상 제도를 채택했다. 이 관행은 근대 초기에 부활되었고, 메달은 표준 군복의 일부로 가슴에 착용되기 시작했다. 미국 대륙회의는 1780년에 특정 사건에 대해 세 명의 특정 남성에게 피델리티 메달리온을 수여했는데, 이는 초기 군사 훈장의 특징인 일회성 상이었다. 1782년에는 군사 공로 휘장이 제정되었고, 주로 비장교에게 수여되었다. 1802년 나폴레옹 1세가 제정한 레지옹 도뇌르는 옛 군사 훈장의 일부 특징을 가졌지만, 훨씬 더 포괄적이었으며, 용감하거나 특별한 공적을 세운 일반 병사들에게 수여되었다. 다른 국가들도 1810년부터 영국의 육군 금메달과 같은 훈장을 따랐지만, 이는 고위 장교에게만 주어졌고, 1813년부터는 프로이센의 철십자가 있었다. 19세기까지는 전쟁이나 전투의 모든 전투원에게 메달이 수여되지 않았는데, 워털루 메달이 1815년 워털루 전투와 관련 모든 작전에 참가한 모든 사람에게 주어진 최초의 영국 메달이었다. 19세기 중반에 이르러 대부분의 국가에서 사용되는 상의 수는 현대 수준에 가깝게 크게 확장되었다.

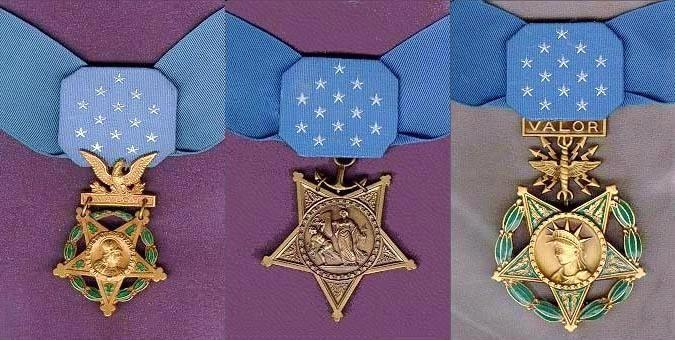
미국 명예훈장 (왼쪽부터 육군, 해군, 공군), "임무를 초월하는 생명의 위험을 무릅쓴 현저한 용맹과 대담함"에 대한 상이다.

훈장 (명예)은 가장 정교한 군사 훈장 중 하나로, 일반적으로 국가에 대한 탁월한 공로 또는 인류의 일반적인 개선에 기여한 공로로 수여된다. 훈장은 종종 동일한 상을 받은 다른 사람들의 조직 또는 협회 회원 자격을 암시한다는 점에서 다른 형태의 훈장과 구별된다. 가장 잘 알려지고 흔히 수여되는 두 가지 훈장은 프랑스의 레지옹 도뇌르(군사 및 민간)와 민간 대영 제국 훈장이다. 훈장 수여 관행은 중세 기사단에서 유래했으며, 그 중 일부는 여전히 존재하고 여전히 수여되고 있다. 대부분의 현대 훈장은 기사도에 뿌리를 두지 않지만, 여전히 역사적 대응 용어를 계승하는 경향이 있으며, 기사, 사령관, 장교, 회원 등과 같은 용어가 여전히 계급으로 흔히 발견된다. 군사 훈장은 메달을 표장으로 사용할 수 있지만, 대부분은 고유한 배지 또는 엠블럼용으로 특별히 고안된 플라크 유형을 가지고 있다.
명예훈장은 미국 정부가 수여하는 최고 군사 훈장이며, 명시적으로 자신을 군사 훈장으로 정의하지는 않지만 (훈공장은 분명히 이러한 목적을 수행하며, 다른 미군 훈장과 달리 등급이 있다) 군사 훈장으로 모델링된 훈장의 예시이다. 이는 미군 소속의 구성원이 "미국의 적과 교전 중에 임무를 초월하는 생명의 위험을 무릅쓴 현저한 용맹과 대담함"으로 자신을 구별했을 때 수여된다. 미군 세 부서 각각은 메달에 고유한 그림이 표시되어 있으며, 이 메달은 별 모양의 문장 배지에 표시된다. 미국 육군 메달은 미네르바의 머리를 묘사하고, 미국 해군 메달은 미네르바가 불화와 싸우는 장면을 보여주며, 미국 공군은 메달에 자유의 여신상을 묘사한다.
메달과 훈장을 포함한 군사 훈장은 일반적으로 공식 행사에서 수여받는 사람에게 수여된다. 메달은 보통 더욱 격식 있는 자리에서 메달 색상의 리본에 매달려 왼쪽 가슴에 착용하는 반면, 메달을 착용하기 부적절하거나 비실용적인 일반적인 행사에서는 해당 리본 바를 착용한다.

## 테이블 메달 및 기타 대형 형태

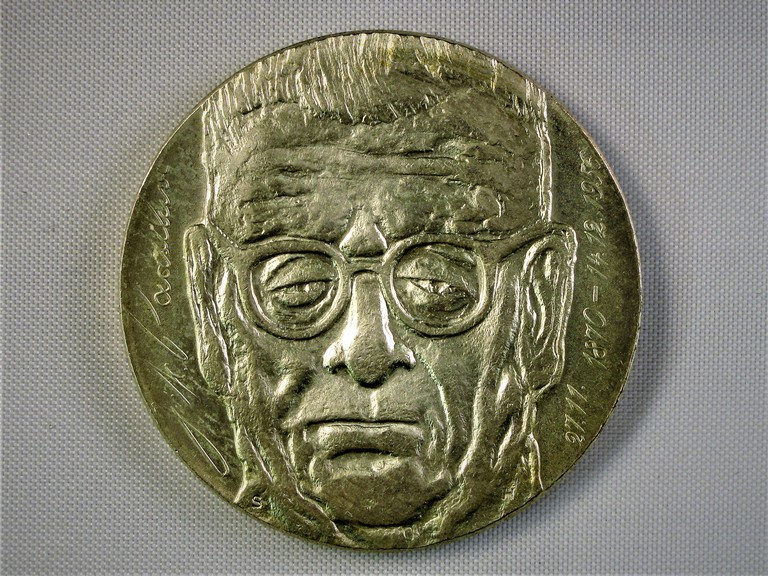
유호 쿠스티 파시키비 핀란드 대통령 기념 메달, 헤이키 하이바오야가 디자인

메달리온은 모호한 용어이며, 종종 목에 펜던트로 착용될 수 있는 크고 보통 원형인 메달을 지칭하는 데 사용된다. 이는 로마 제국 후기의 메달에 대한 정확한 용어이며, 일반적으로 황제가 배포하고 그의 이미지를 담고 있지만, 이후 시대의 큰 메달은 단순히 메달이라고 부르는 것이 가장 좋다.
일반적으로 원형인 테이블 메달은 예술, 기념 또는 기념품 목적으로 발행되며 상업용이 아니며 착용하기에는 너무 크다. 동전처럼 보이는 토큰과 테이블 메달은 화폐학의 엑소누미아 하위 범주에 속하며, 훈장, 장식 및 메달은 밀리타리아(군사 관련)로 간주된다.
유명한 노벨상을 수여하는 노벨 재단은 각 수상자에게 "상금에 대한 양도 증서, 졸업장, 그리고 금메달..."을 수여한다. 이 메달은 수상자가 착용하는 대신 액자처럼 테이블, 벽 또는 캐비닛에 전시된다.
카네기 영웅 재단은 주로 미국, 캐나다, 영국에서 수여되는 용기 메달을 발행한다. 이 큰 청동 테이블 메달은 앞면에 앤드루 카네기의 초상을, 뒷면에는 수상자의 이름과 공적을 새긴 문구가 특징이다. 주로 인명 구조 사건에 수여된다. 미군에서는 챌린지 코인이 사기를 높이고 때로는 부대원들의 편리한 통행증 역할을 하기 위해 주어지는 비교적 비공식적인 메달의 일종이다.
명판과 플라켓도 관련이 있으며, 기념용일 수 있지만, 특히 르네상스 및 매너리즘 시대에는 종교, 역사 또는 신화적 출처의 종종 혼잡한 장면과 함께 순전히 장식적인 목적으로 만들어졌다. 일반적으로 금속이지만, 테이블 메달은 나무, 플라스틱, 섬유 및 기타 재료로 발행되기도 한다. 미국 정부는 중요한 행사에 금메달을 수여하며, 청동 복제품은 일반에 판매된다.

## 형제회 보석

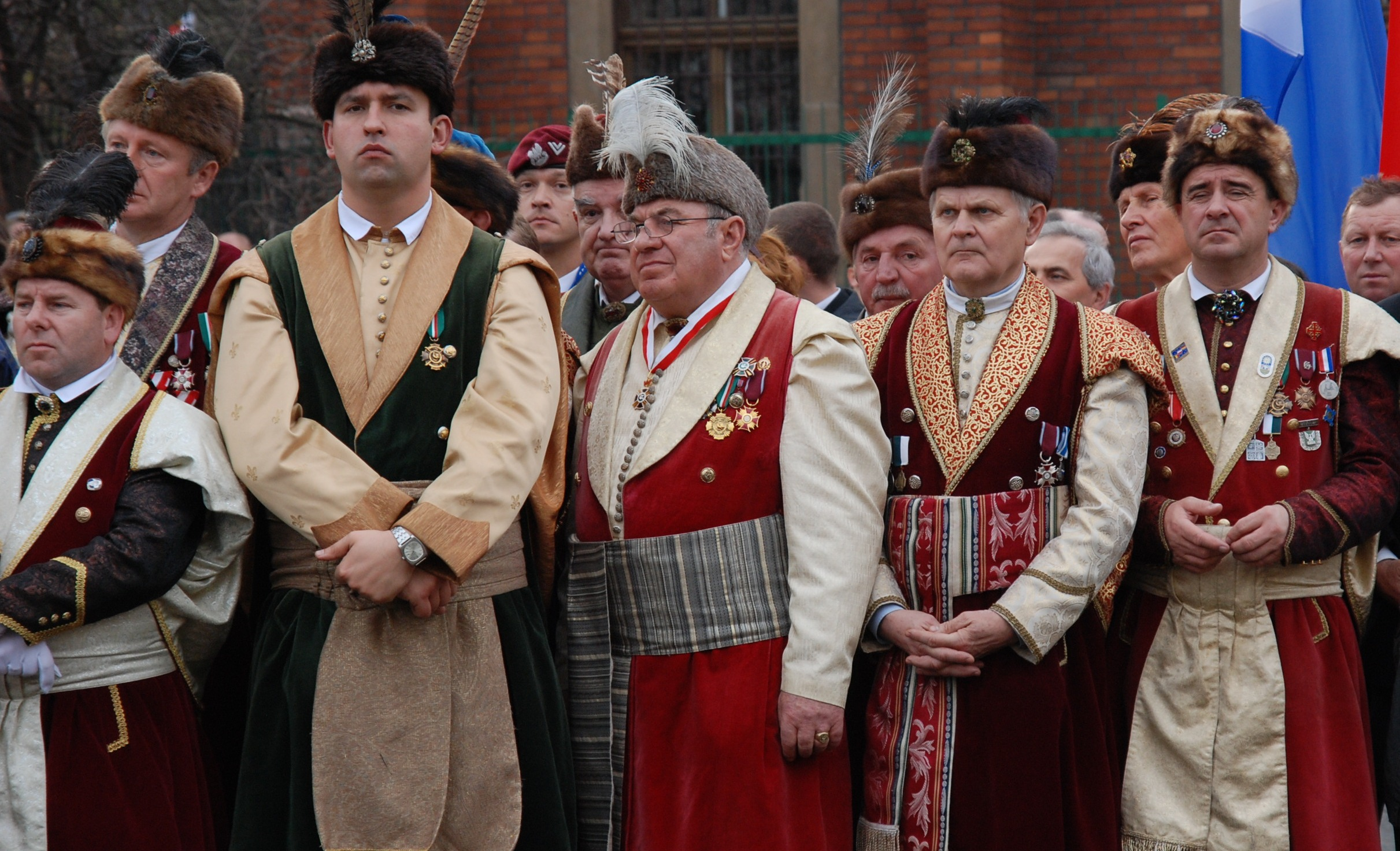
폴란드 세속 형제회 회원들이 착용하는 가슴 보석 (메달).

많은 형제회 조직들이 의식용 휘장을 착용하는데, 이들 조직에서 메달의 사용은 흔하다. 많은 주요 형제회 조직에서 형제회 메달은 보석(jewels)으로 알려져 있다. 그 목적은 다양하며, 회원 배지, 계급 표시, 형제회 내 직책 상징, 또는 지정된 자선 단체에 대한 지원을 나타내는 용도(소위 자선 보석)를 포함할 수 있다. 영어권에서 보석(메달)을 사용하는 일반적인 세속 형제회에는 프리메이슨, 충의 오렌지단, 버팔로 왕립 고대 기사단, 그리고 오드펠로스가 있다. 특정 기독교 교단에 속한 종교 형제회 조직(예: 카테니안 협회)도 있으며, 이들도 메달을 자신들의 훈장(Orders)의 보석으로 사용한다. 이들 조직 중 다수는 기업 웹사이트에서 보석(메달) 판매를 광고한다.
형제회 보석은 군대식 메달처럼 리본에 달아 왼쪽 가슴에 착용하거나, 조직의 예복의 일부로 칼라나 칼라렛에 더욱 눈에 띄게 착용할 수 있다. 이러한 메달과 보석의 역사적 예시는 많은 박물관, 특히 형제회 조직 전용 박물관에서 찾아볼 수 있다.
형제회 보석과 메달의 거래는 활발하며, 이러한 거래를 촉진하고 자원 공유를 장려하는 사회 및 협회가 존재하며, 이러한 취미를 지원하는 온라인 자료도 있다.

## 다양한 금속

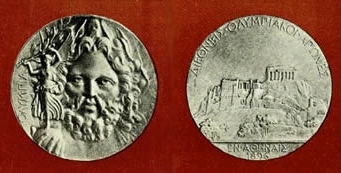
1896년 하계 올림픽에서 각 종목의 우승자에게는 은메달이 수여되었다. 최근 올림픽 메달은 리본에 매달린 펜던트 형태로 금, 은, 동으로 수여된다.

전통적으로 메달은 가치 감소 순서로 다음 금속으로 만들어진다:
1. 백금
2. 금
3. 은, 또는 금도금 은으로, 실제 올림픽 "금메달"에 사용된다.
4. 청동
5. 퓨터
6. 구리
7. 주석
8. 철

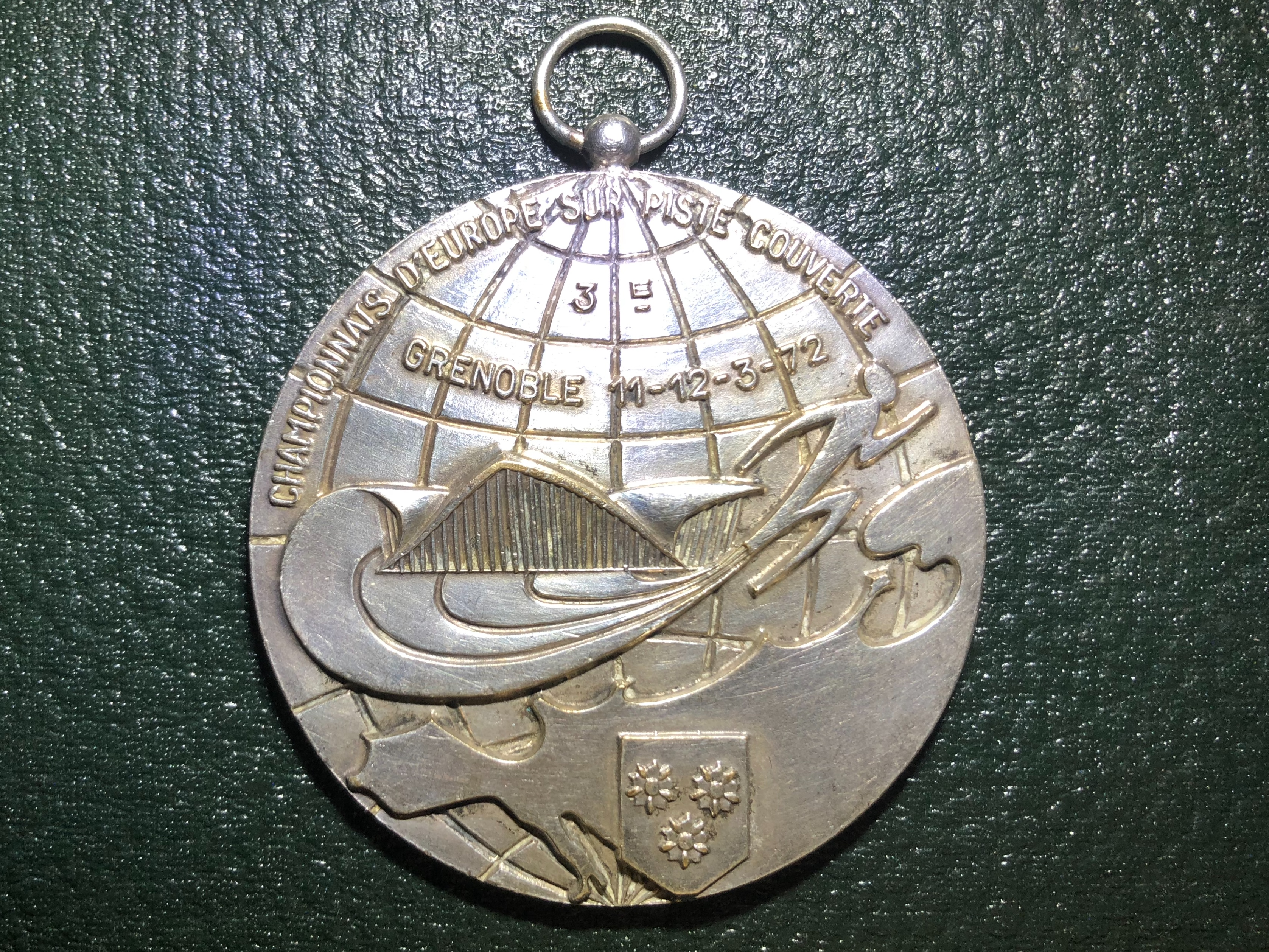
1972년 3월 11일~12일 유럽 실내 육상 경기 대회 은메달 (2위).

많은 메달은 여러 다른 금속으로 만들어졌고 지금도 만들어지고 있는데, 이는 대회에서 다른 순위를 나타내거나, 올림픽 메달처럼 기준이나 등급을 나타내거나, 단순히 의뢰인이 판매하거나 기부하는 메달의 가격 수준을 달리하기 위한 것이다. 메달은 역사적으로 다양한 종류의 경쟁 활동, 특히 육상 경기에서 상으로 주어졌다. 금, 은, 동 올림픽 메달이 1위, 2위, 3위에게 처음 사용된 것은 1904년 하계 올림픽이었다. 1896년 대회에서는 우승자에게 은메달, 준우승자에게 동메달이 수여되었고, 1900년에는 메달이 아닌 다른 상이 주어졌다. 런던 2012년 하계 올림픽 메달은 역대 가장 큰 크기로, 올림픽 메달의 크기가 커지는 추세를 반영한다.

## 예술로서의 메달

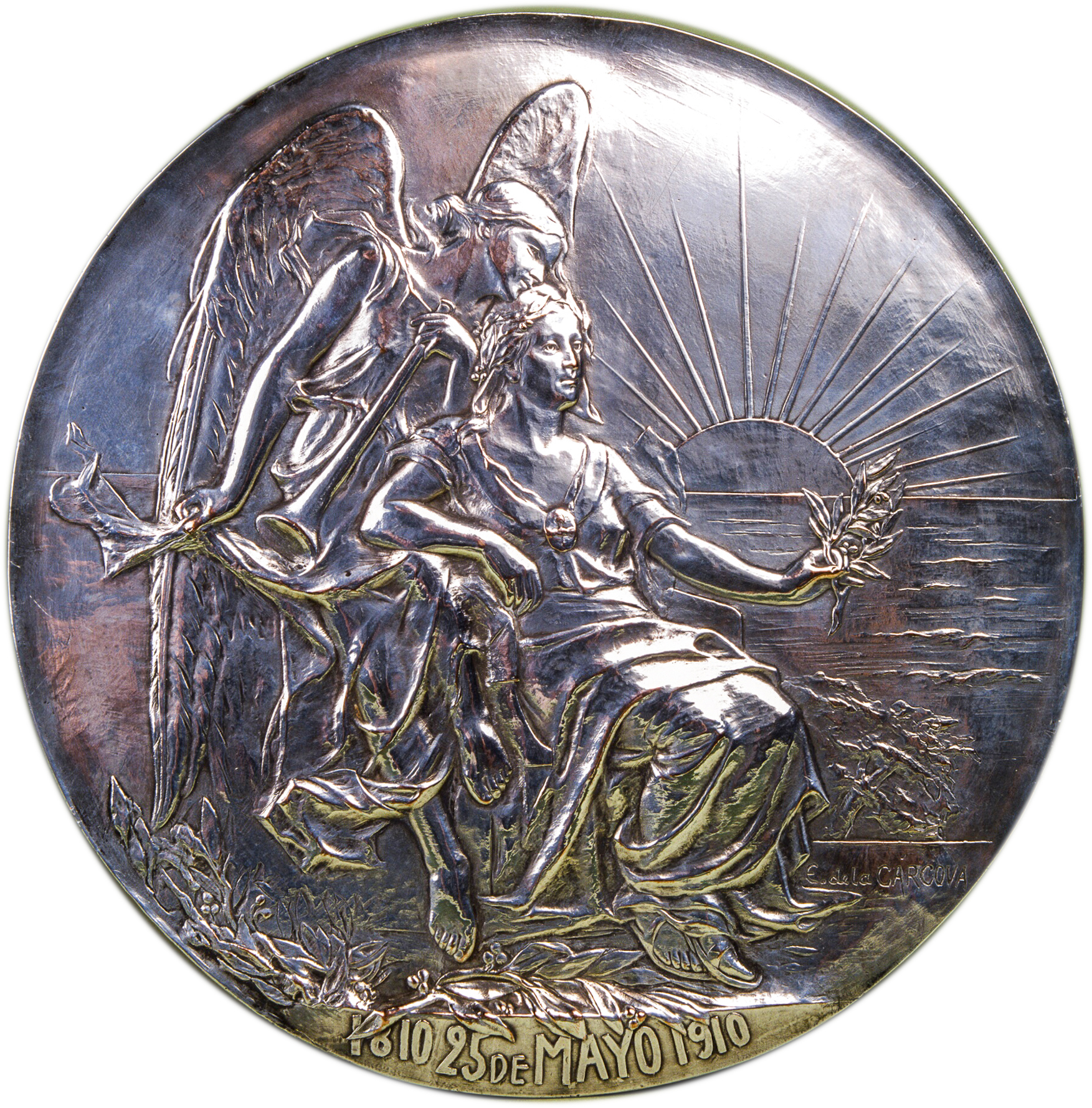
아르헨티나 100주년 기념 메달, 에르네스토 데 라 카르코바 (1910년).

메달을 만든 최초의 저명한 예술가는 이탈리아 화가 안토니오 피사노(피사넬로로도 알려져 있음)였다. 그는 1440년대에 여러 왕자들과 학자들의 초상 메달을 조형하고 주조했다. 이탈리아, 저지대 국가, 독일, 프랑스 등 여러 곳에서 많은 다른 예술가들이 그의 예를 따랐다. 17세기에는 메달이 사건을 기념하고 통치자를 찬양하는 데 광범위하게 사용되었다. 18세기에는 상장 메달이 보편화되었다. 19세기에는 예술 메달의 인기가 폭발했다. 해당 세기 초에는 다비드 당제가 유명한 동시대 인물들의 대규모 초상 메달을 제작했고, 세기 후반에는 쥘클레망 샤플랭과 루이 오스카 로티 등 많은 높은 평가를 받는 메달리스트들이 있었다. 20세기 초에는 예술 메달이 특히 프랑스, 이탈리아, 벨기에에서 번성했으며, 세기 후반에는 체코슬로바키아, 헝가리, 폴란드, 미국, 캐나다, 영국에서 고품질 작품이 많이 생산되었다.
|                                                   |                                                       |
| 1896년 식민지 박람회 메달, 루이 오스카 로티 작품. | 1900년 1900년 만국 박람회 메달, 쥘클레망 샤플랭 작품. |

## 같이 보기
- 상장
- 훈장